# 小行星3496
小行星3496（3496 Arieso）是一颗绕太阳运转的小行星，为火星轨道穿越小行星。该小行星于1977年9月5日发现。

## 轨道参数
小行星3496的轨道半长轴为2.7169480 UA，离心率为0.459。